# Cima minima
Cima minima is een slakkensoort uit de familie van de Cimidae. De wetenschappelijke naam van de soort is voor het eerst geldig gepubliceerd in 1858 door Jeffreys.